# Marc Bernaus Cano
Marc Bernaus Cano (Andorra la Vella, 2 de febrer de 1977) és un exfutbolista andorrà. Va ser internacional amb la selecció andorrana.

## Trajectòria
Internacional per la selecció andorrana, marcà el gol que donà la primera victòria oficial de tota la història de l'equip andorrà, el 13 d'octubre de 2004, jugant contra Macedònia. Jugà a l'Elx CF, al Gimnàstic de Tarragona i a les categories inferiors del FC Barcelona, entre d'altres equips.